# Leonardo Rodríguez Díaz
Leonardo Rodríguez Díaz (Lleida, 1877 - 27 de setembre de 1922) fou un advocat, economista i polític lleidatà, ministre durant la restauració borbònica.
Tot i que militant del Partit Conservador, era un home de José Canalejas y Méndez, qui després de la seva mort es va posar sota la protecció d'Augusto González-Besada y Mein, fou diputat pel districte de Lugo (1915-1916), i durant quatre legislatures pel de Chantada (1916-1923). Arribà a identificar-se amb el moviment de les Irmandades da Fala. Nomenat director general de Comerç, Indústria i Treball, participà en la Primera Guerra Mundial com a cronista per a El Mundo. Succeí a Baldomero Argente del Castillo al capdavant del Ministeri de Proveïments entre febrer i abril de 1919. Col·laborà en diversos diaris, va dirigir Fígaro, fundà la Revista Económica y Financiera i publicà Entre campos de batalla. Tomo I. Al margen de la guerra. Crónicas retrospectivas (1915).